# The Trace
《The Trace》는 2008년 11월 27일에 발매된 넬의 미니 앨범을 포함한 콘서트 실황 DVD이다. 2008년 7월 19일, 올림픽홀에서 열렸던 넬의 "Stay" 공연실황 및 스페셜 피쳐(공연연습, Backstage, 인터뷰 등 기타 부가 영상)가 담긴 DVD 2장, 새로운 신곡들이 담긴 미니앨범 CD, 사진첩, 다이어리, 기억을 걷는 시간 MV 필름으로 구성되어 있으며 총 6,999장으로 한정 제작 되었다. 이 앨범에서는 〈Part 2〉가 타이틀곡이다. 이 앨범을 마지막으로 넬은 멤버들의 군입대로 인해 활동을 중단했다.

## 트랙 리스트
| #   | 제목                        | 재생 시간 |
| --- | --------------------------- | --------- |
| 1.  | 〈Down〉                    |           |
| 2.  | 〈1:03〉                    |           |
| 3.  | 〈Tokyo〉                   |           |
| 4.  | 〈Moonlight Punch Romance〉 |           |
| 5.  | 〈현실의 현실〉             |           |
| 6.  | 〈섬〉                      |           |
| 7.  | 〈Good Night〉              |           |
| 8.  | 〈기억을 걷는 시간〉        |           |
| 9.  | 〈Stay〉                    |           |
| 10. | 〈Fisheye Lens〉            |           |
| 11. | 〈Marionette〉              |           |
| 12. | 〈Minus〉                   |           |
| 13. | 〈Promise Me〉              |           |
| 14. | 〈기생충〉                  |           |
| 15. | 〈Onetime Bestseller〉      |           |
| 16. | 〈백색왜성〉                |           |
| 17. | 〈믿어선 안될 말〉          |           |
| 18. | 〈마음을 잃다〉             |           |
| 19. | 〈12 Seconds〉              |           |

| #  | 제목                                             | 재생 시간 |
| -- | ------------------------------------------------ | --------- |
| 1. | 〈공연연습, Backstage, 인터뷰 등 기타 부가영상〉 |           |

전체 작사·작곡: 김종완
- 전체 편곡: Nell| #  | 제목                       | 재생 시간 |
| -- | -------------------------- | --------- |
| 1. | 〈Part 1〉                 | 3:38      |
| 2. | 〈Part 2〉                 | 4:21      |
| 3. | 〈Act 5〉                  | 6:43      |
| 4. | 〈Part 2〉 (Acoustic Ver.) | 4:12      |

## 사연 및 가설
- 〈Part 1〉과 〈Part 2〉는 서로 이어지는 내용의 가사로, 두 곡의 제목을 '제목(Part 1)'과 '제목(Part 2)'로 표기하는 건 이상할 것 같아 아예 제목을 'Part 1'과 'Part 2'로 지었다.
- 〈Act 5〉는 김종완이 '이런 사랑을 하는 사람의 생각은 어떨까?', '좋아하는 마음에서 나온 집착도 죄일까?' 등의 의문점을 가지고 쓴 곡으로 눈 앞에 시체가 걸려있다는 상상을 하며 썼다고 한다. 곡을 다 쓰고 나니 내용이 마치 영화나 연극의 시나리오 같아서, 이 곡이 만약 연극이라면 내용의 중후반쯤 되지 않을까라는 생각에 5막이라는 뜻의 제목으로 붙여졌다.
- 미니앨범의 4번 트랙 'Part 2 (Acoustic Ver.)'가 끝나고 1분 30초 후에 나오는 히든 트랙은 녹음실 밖에서 들리는 효과를 내기 위해 일부러 음질을 낮췄다고 한다.